# Olympiacos B
El Olympiacos B es un equipo de fútbol de Grecia que juega en la Gamma Ethniki, la tercera división nacional.

## Historia
Fue fundado en el año 2021 en la ciudad de El Pireo como el equipo filial del Olympiacos FC, por lo que no es elegible para jugar en la Superliga de Grecia ni en la Copa de Grecia.